# Lijnuitbreekkogeltje
Het lijnuitbreekkogeltje (Diaporthe linearis) is een schimmel behorend tot de familie Diaporthaceae. 

## Verspreiding
In Nederland komt het zeer zeldzaam voor.